# Emma Miller

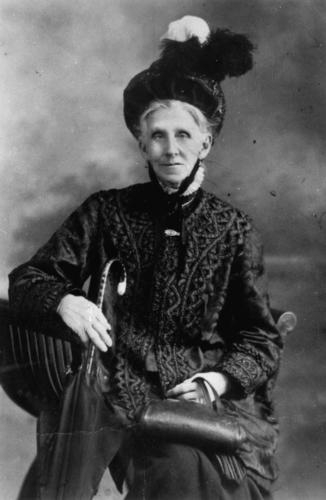
Emma Miller

Emma Miller (* 26. Juni 1839 in Chesterfield, Derbyshire, Großbritannien; † 22. Januar 1917 in Toowoomba, Queensland, Australien) war eine Suffragette, Pazifistin, Gewerkschafterin und Gründungsmitglied der Australian Labor Party.

## Persönliches
Emma Miller wuchs in einer Familie unitaristischen Glaubens auf und war in England mit ihrem Vater in der Chartisten-Bewegung aktiv, eine Bewegung, die sich für Arbeiterrechte einsetzte. Ihr Vater war aktiver Chartist, der ihren politischen Werdegang stark beeinflusste. Miller arbeitete in Manchester zwölf Stunden täglich an sechs Tagen die Woche, heiratete in ihrem Leben dreimal, hatte vier Kinder und wanderte im März 1879 nach Queensland aus, wo sie als Hemdenmacherin und Schneiderin arbeitete.

## Politik und Gewerkschaft
Emma Miller war von 1894 bis 1905 Präsidentin der Woman’s Equal Franchise Association (WEFA), die sich für die Gleichberechtigung der Frauen mit dem Slogan „one woman, one vote“ (deutsch: „eine Frau, eine Stimme“) einsetzte. Frauen waren nach dem Federal Electoral Act vom 9. April 1902 vor dem Gesetz gleichberechtigt und konnten erstmals in Australien anlässlich der ersten Nationalwahl Australiens im Jahr 1903 wählen. Von der WEFA spaltete sich die konservative Queensland Woman's Christian Temperance Union ab, die von Eleanor Trundle geführt wurde, die gegen Emma Miller in der Wahl zur Präsidentin unterlag. Ferner spaltete sich die Queensland Woman’s Suffrage League von der WEFA ab, die von Léontine Cooper geführt wurde, da sich – nach der Meinung von Cooper – die WEFA zu eng auf die australische Arbeiterbewegung orientierte und sie ein breiteres Frauenbündnis anstrebte. Die drei Organisationen arbeiteten allerdings punktuell zusammen.
Im September 1890 gründete Emma Miller die erste Gewerkschaft für Frauen in Brisbane, die von William Lane, der die Zeitschrift Workers in Brisbane herausgab, unterstützt wurde. Im gleichen Jahr wurde auf ihre Initiative hin eine offizielle Untersuchungskommission eingesetzt, eine Royal Commission, welche die Kleiderfabriken und Schneiderwerkstätten Queenslands untersuchte. Diese wurden von Miller wegen der dort herrschenden schlechten Arbeitsbedingungen als sweatshops (deutsch: Schweißläden) bezeichnet.
1908 war sie eine von zwei Frauen, die als Delegierte an einer Nationalkonferenz der Australian Labor Party 1908 teilnahmen, dies war das zweite Mal überhaupt, dass Frauen dorthin delegiert wurden.
Sie unterstützte im Schafschererstreik von 1891 die zwölf Gewerkschaftsführer, die von der Regierung verhaftet und zu langjährigen Haftstrafen auf der berüchtigten Gefängnisinsel St. Helena bei Brisbane zu schwerer Arbeit verurteilt worden waren.
Emma Miller gründete 1903 die Women Workers' Political Organisation, in der sie Präsidentin wurde. Nach der Wahl trat sie als Präsidentin zurück und gründete in Brisbane das Political Labour Council und setzte sich erneut für das Frauenwahlrecht anlässlich der Parlamentswahlen in Queensland am 25. Januar 1905 erfolgreich ein. In den folgenden Jahren war sie auf Veranstaltungen und als Rednerin für die Australian Workers’ Union von Queensland aktiv.

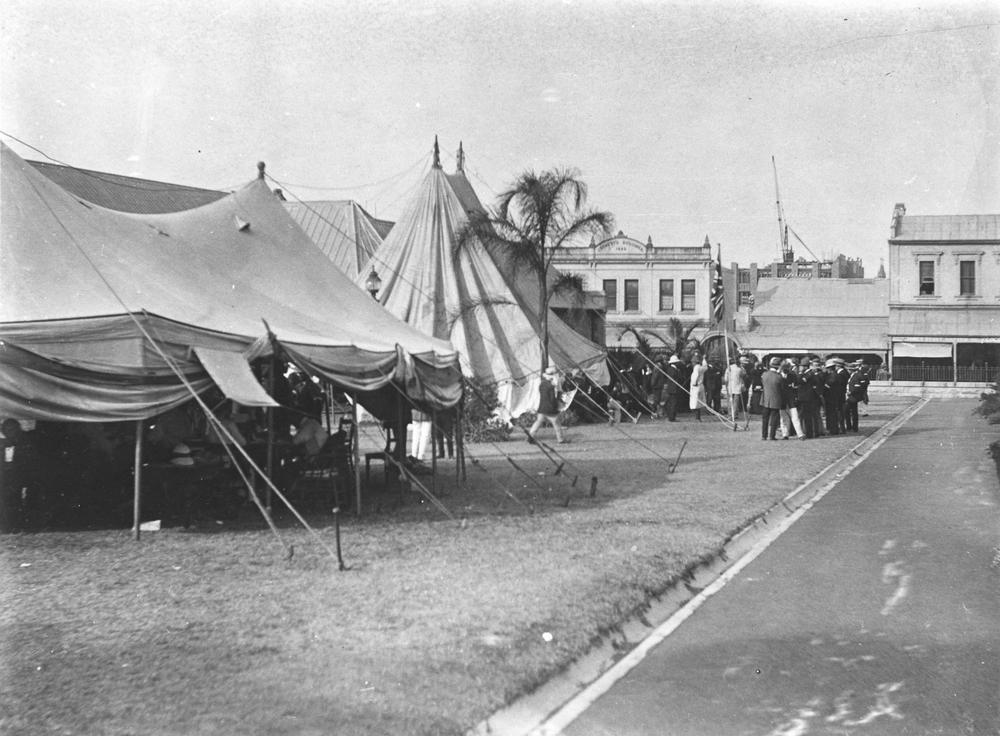
Polizeicamp in Brisbane während des Generalstreiks von 1912

Berühmt wurde sie im Verlauf des Generalstreiks in Brisbane 1912, bei dem es zu gewaltsamen Auseinandersetzungen von Demonstranten mit der Polizei kam. Als Emma Miller in einer Demonstration am 2. Februar 1912 von 15.000 Menschen eine Gruppe von 600 Frauen anführte und durch berittene Polizei attackiert wurde, welche die Demonstration zerstreuen sollten, schlugen die Frauen mit ihren Schirmen auf die Pferde ein. Miller, damals 73 Jahre alt, stach mit ihrer Hutnadel auf ein Pferd ein, das daraufhin den Einsatzleiter William Geoffrey Cahill abwarf, den ranghöchsten Polizeioffizier von Queensland, der infolge erlittener Sturzverletzungen später nachhaltig hinkte. Selbst als ihr Sohn sie zurückhalten wollte, wich sie nicht zurück.
Während des Ersten Weltkriegs trat sie in die Women’s Peace Army ein, die mit anderen politischen Kräften, einschließlich der Suffragette Adela Pankhurst, gegen die Einführung der allgemeinen Wehrpflicht in Australien kämpfte, die in einem Referendum abgelehnt wurde. 1916 war sie Delegierte der Australian Peace Alliance Conference in Melbourne.
In Australien wurde sie auch „Mother Miller“ und „the grand old labor woman of Queensland“ (deutsch: „die große alte Dame der Arbeiterbewegung von Queensland“) genannt.

## Erinnerungen
Von Emma Miller existieren eine Marmorbüste im Gebäude des Queensland Council of Unions und eine Bronzestatue am King George Square. Ferner ist der Emma-Miller-Platz in Brisbane nach ihr benannt. Ein Emma-Miller-Preis wird vom Queensland Council of Unions jährlich an Frauen verliehen, die sich für die Gewerkschaft verdient gemacht haben.